# 관악산역
관악산(서울대학)역(Gwanaksan(Seoul National University)Station, 冠岳山(서울大學)驛)은 서울특별시 관악구 신림동에 있는 서울 경전철 신림선의 지하철역이다. 추후 서울 경전철 서부선이 개통 되면 환승역이 될 예정이다.

## 역사
- 2021년 2월 7일: 관악산역으로 역명 결정[1]
- 2021년 9월 16일: 관악산(서울대)역으로 역명 변경.[2]
- 2022년 5월 28일: 개통

## 역 구조

### 승강장
2면 2선 상대식 승강장이며, 승강장에 스크린도어가 설치돼 있다.
| 서울대벤처타운 ↑ |
| \| 상            |
| 시·종착역        |

| 상행 | ● 서울 경전철 신림선 | 신림·보라매·대방·샛강 방면 |
| 하행 | ● 서울 경전철 신림선 | 당역종착                   |

## 역 주변
- 강남순환로
- 관악산
- 서울대학교 관악캠퍼스
- 신림중학교
- 서울삼성초등학교
- 삼성중학교
- 서울산업정보학교
- 삼성고등학교
- 관악중앙도서관(관악문화원)
- 청룡산
- 나들목공원
- 신림금호타운2차아파트
- 건영3차아파트
- 건영5차아파트
- 청광아파트
- 서울관광재단 서울도심등산관광센터 (관악산)

## 인접한 역
| 서울 경전철 신림선            | 서울 경전철 신림선   | 서울 경전철 신림선 |
| ----------------------------- | -------------------- | ------------------ |
| S410 서울대벤처타운 샛강 방면 | ● 서울 경전철 신림선 | 시·종착역          |

## 사진

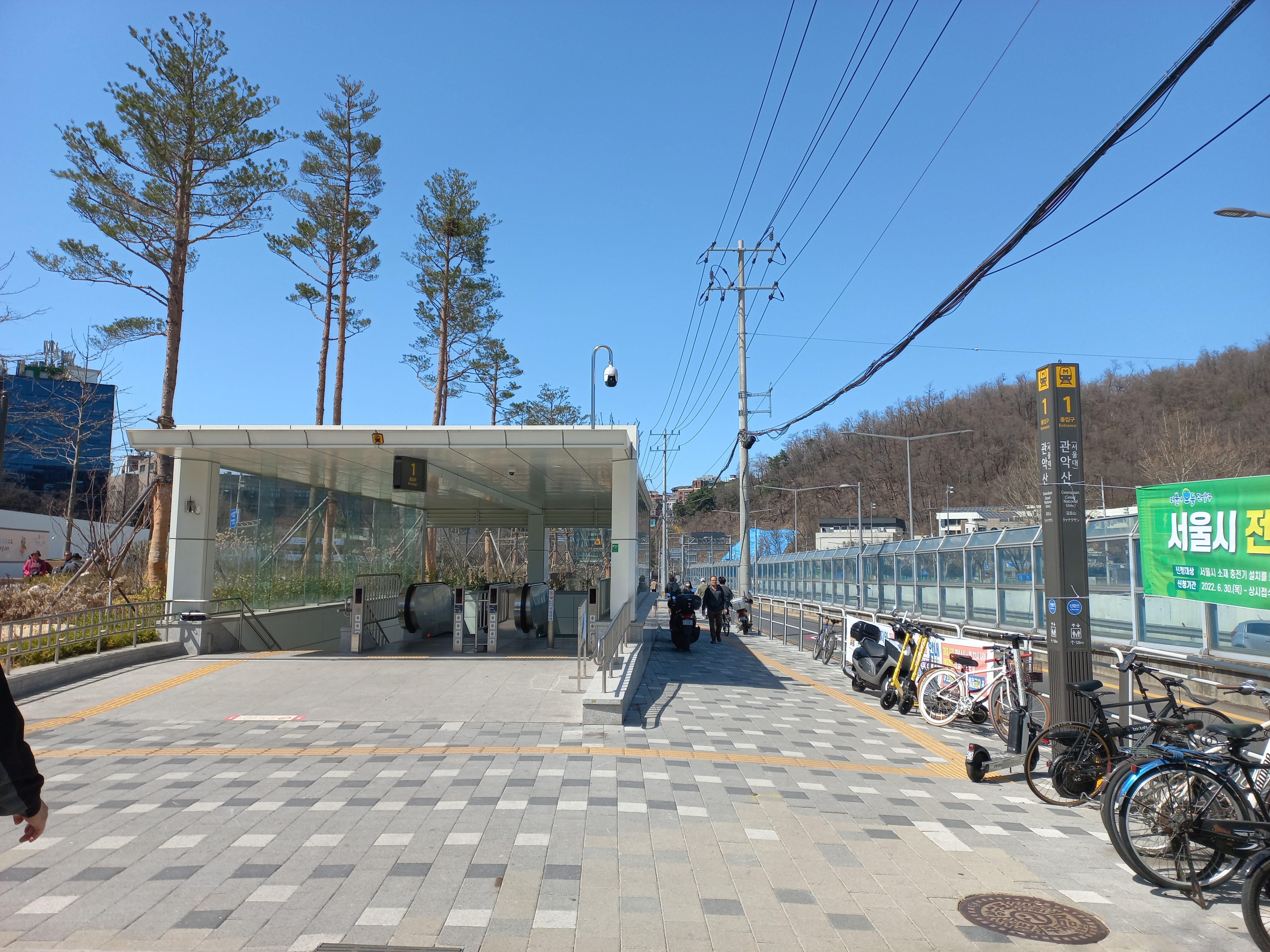
1번출구
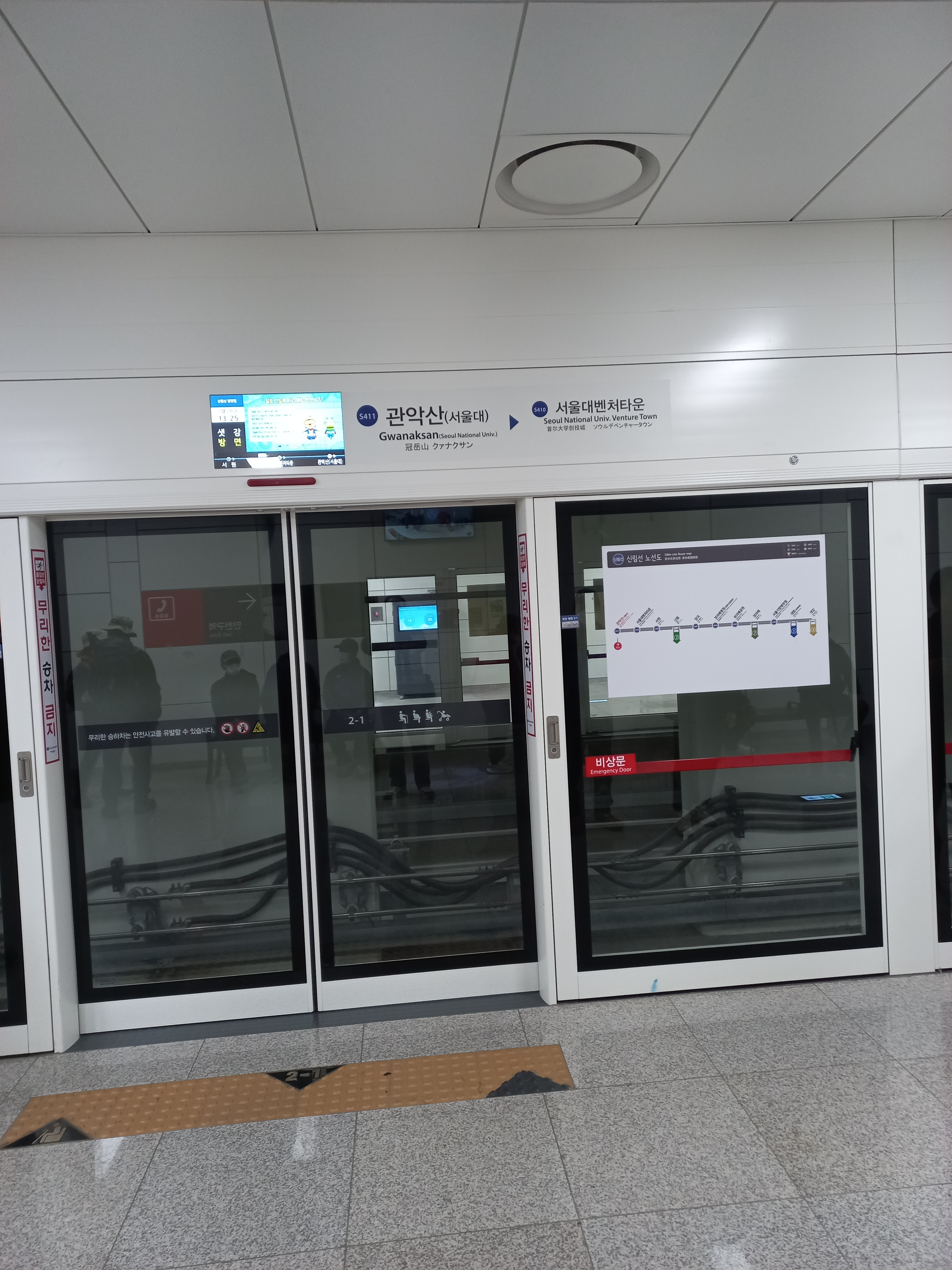
스크린도어
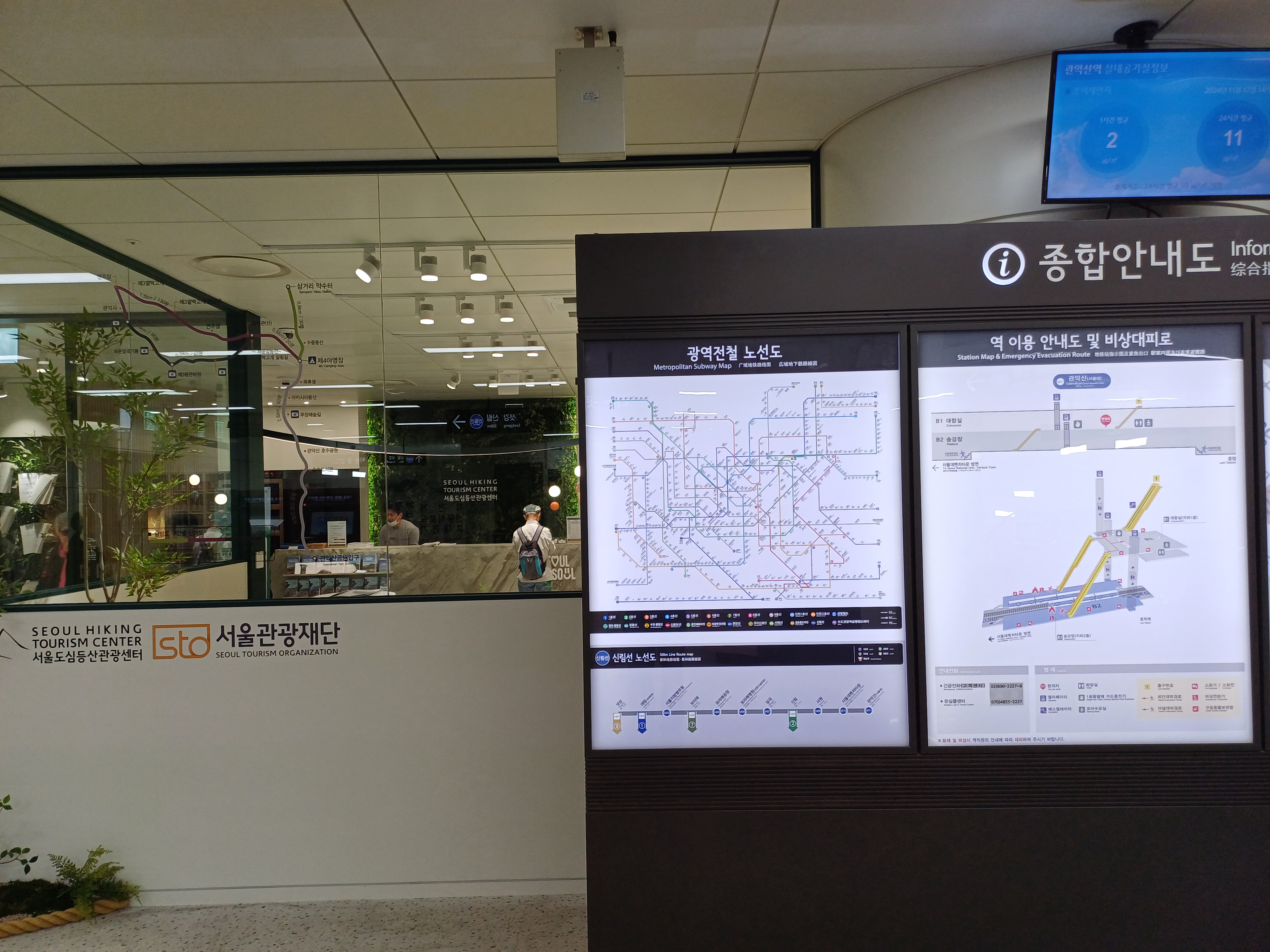
서울관광재단 서울도심등산관광센터 (관악산)

## 같이 보기
- 북한산우이역
- 서울 경전철 서부선